# Liljewalchska huset
Liljewalchska huset är en handelsgård i centrala Lund, belägen på Kyrkogatan 21 mittemot Lunds universitets huvudbyggnad. 
Namnet kommer av en tidigare ägare, handelsmannen Sewerin Magnus Liljewalch. Sedan en renovering 1962 är korsvirket blottlagt. Gathuset byggdes någon gång i slutet av 1700-talet medan gårdsbebyggelsen dateras till 1857 respektive 1884. Byggnaden byggnadsminnesförklarades den 26 juli 1974. Den 13 februari 1995 blev även gårdsbebyggelsen byggnadsminne.